# Холсвил (Тексас)
Холсвил (енгл. Hallsville) град је у америчкој савезној држави Тексас. По попису становништва из 2010. у њему је живело 3.577 становника.

## Демографија
Према попису становништва из 2010. у граду је живело 3.577 становника, што је 805 (29,0%) становника више него 2000. године.
| Група             | 2000.         | 2010.         |
| Белци             | 2.540 (91,6%) | 3.082 (86,2%) |
| Афроамериканци    | 132 (4,8%)    | 195 (5,5%)    |
| Азијати           | 10 (0,4%)     | 11 (0,3%)     |
| Хиспаноамериканци | 63 (2,3%)     | 219 (6,1%)    |
| Укупно            | 2.772         | 3.577         |